# Dawna wozownia artyleryjska przy ul. Józefa Chłopickiego 4 w Toruniu
Dawna wozownia artyleryjska przy ul. Józefa Chłopickiego 4 w Toruniu – dawna wozownia artyleryjska zbudowana w latach 1880–1884, element Twierdzy Toruń stanowiący jeden z kilku obiektów zaplecza Fortu św. Jakuba. Obecnie siedziba hotelu Przystanek Toruń. Obiekt wpisany jest do gminnej ewidencji zabytków (nr 1349).